# Història del tir amb arc a Catalunya
Breu història del tir amb arc a Catalunya.

## Història

### Els orígens

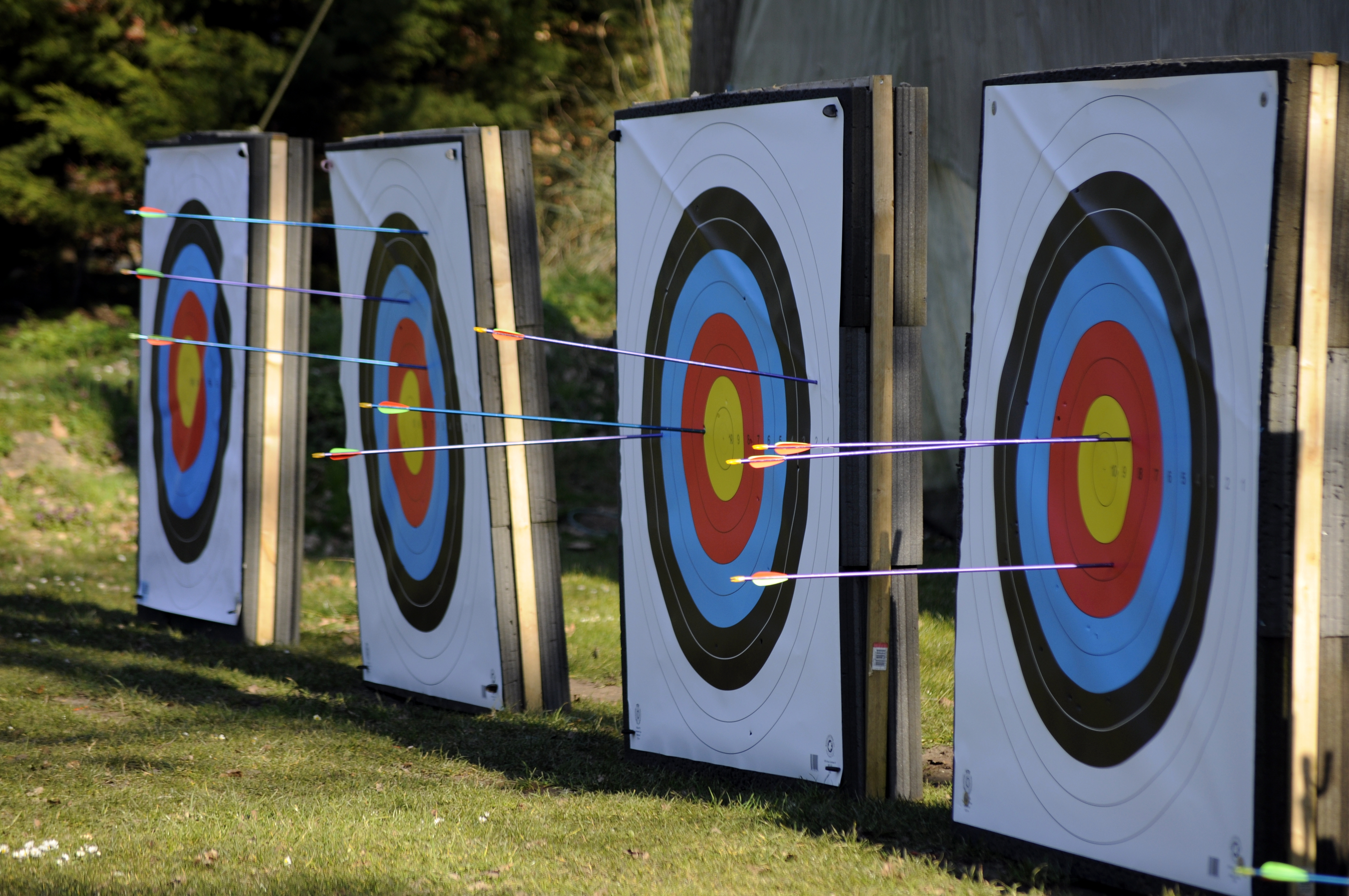
Dianes de tir amb arc

Malgrat que a Catalunya es té constància de la pràctica de tir amb arc durant la baixa Edat Mitjana i el Renaixement, no fou fins a meitat de segle XX que el tir amb arc com a pràctica esportiva arrela al país.
La primera entitat catalana que el practicà fou l'Associació Excursionista d'Etnografia i Folklore (AEEF), que al començament del 1947 feu una tirada com a activitat de lleure. El 2 i 3 d'agost del mateix any organitzà, a Centelles, el I Concurs de Tir amb Arc, primera competició d'aquest esport celebrada a Catalunya i a tot l'Estat. El segon Concurs de Tir amb Arc, també organitzat per l'AEEF, es disputà el 1948 a les instal·lacions de Piscines i Esports de Barcelona.
L'any 1948 Eugenio-Santos Chavala, un dels principals impulsors de tir amb arc a Catalunya (juntament amb Paul Breysse), fou el responsable de la fundació del Club d'Arquers de Catalunya (CAC), primer club de tir amb arc d'Espanya. El 1949 també impulsà, juntament amb Miquel Blanch i altres socis del CAC i de l'AEEF, la fundació de la Federació Catalana de Tir amb Arc (FCTA), organisme del qual fou el primer president. El primer concurs oficial de Catalunya fou el Torneig de Barcelona, organitzat pel CAC i la FCTA el 1949. A partir d'aquest any es fundaren nous clubs i es crearen seccions de tir amb arc en entitats ja existents que s'afiliaren a la FCTA, especialment a Barcelona i al Vallès, com l'Agrupació Excursionista Granollers (1949), el Club Montañés Barcelonés (1949), l'Agrupación Deportiva ESSA (1950), el Club Arquers de Sabadell (1950) i el Centre Excursionista Els Blaus (1950).
Al maig del 1950 es disputà el primer Campionat de Catalunya de tir amb arc a l'aire lliure amb els campions categoria masculina guanyà Eugenio-Santos Chavala i en femenina, Flora Cahiz. L'any 1950 també es disputà el primer Campionat d'Espanya a Madrid la medalla d'or per equips en categoria masculina i fememina. Durant la dècada de 1950 els arquers catalans destacaren sobre la resta. Foren campions d'Espanya Enric Tarragó (1951), Daniel López (1952, 1954), Ramon Martí (1953, 1955, 1957) i Mariano Llobet (1956), i en categoria femenina destacà Otilia Cahiz (1950), i Lolita Guasch, campiona d'Espanya en cinc ocasions (1953, 1954, 1956, 1958, 1959) i plusmarquista estatal de totes les distàncies (1959).
En l'actualitat, segueix la pràctica del tir amb arc, un dels seus fundadors, en Pere Coll (1929). Membre de l'A.E.E.F, a partir de l'any 1950. Participà en els primers concursos de Tir amb Arc a Catalunya i a l'Estat. Segón al Campionat de Catalunya l'any 1951, Campió de Catalunya l'any 1954. Forma part de l'equip d'arquers catalans a les competicions nacionals. Directiu de la Federació Catalana de Tir amb Arc des de l'any 1960 i vice president 1967-1972. Actualment soci del Club d'Arquers de Castelldefels. Medalla Forjadors de l'Esport Català i de la 1a Nit de l'Arc Català-70 aniversari de la Federació (2019), juntament amb altres companys, amants d'aquest esport.

### La consolidació

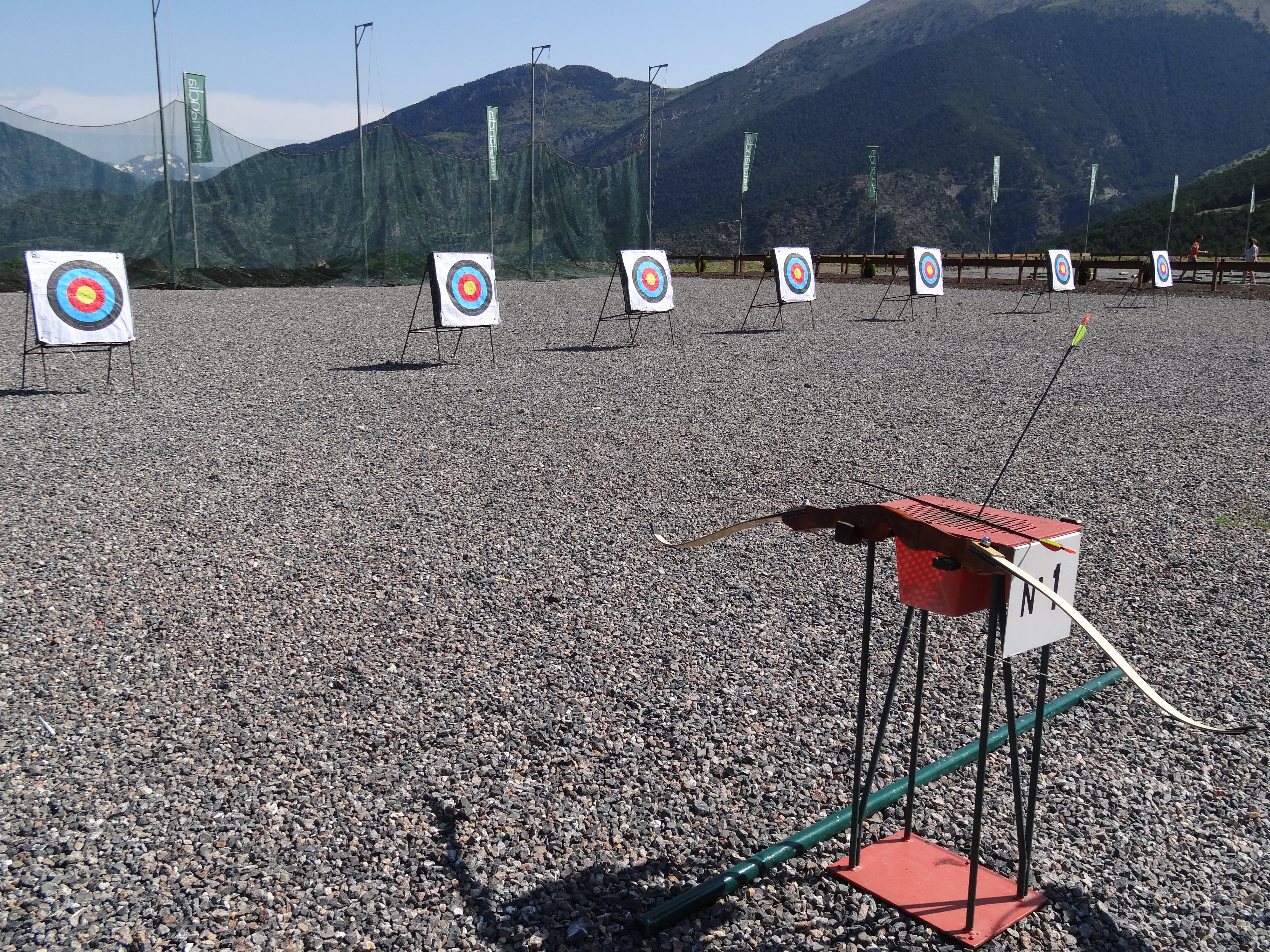
Prova de tir amb arc a Naturlandia (Andorra)

L'any 1963 s'habilità un camp de tir al fossat del castell de Montjuïc. L'any 1976 es disputà el primer Campionat de Catalunya i d'Espanya de tir de sala, i el 1979 s'introduí la modalitat de tir de camp. En l'àmbit esportiu, alguns arquers destacats en el campionat d'Espanya han estat Jordi Soler (tres vegades campió), Flora Sánchez (dos), Lluís Culí (dos), Montserrat Busquets (set), Manel Rubio (tres cops campió) i Montserrat Martín Moncusí (cinc cops). Els dos darrers foren els primers catalans a participar en la prova de tir amb arc d'uns Jocs Olímpics, concretament a Los Angeles 1984. L'any 1989 el CAC impulsà la introducció de la modalitat de bosc.
L'any 1990 el Reial Club de Polo de Barcelona acollí el Campionat d'Europa i de la Mediterrània. En els Jocs Olímpics de Barcelona (1992) les proves de tir amb arc es disputaren al Camp Olímpic de Tir amb Arc, prop del pavelló de la Vall d'Hebron, més tard reconvertiren en el Complex Esportiu de la Teixonera. El més destacat d'aquests Jocs fou que l'arquer Antonio Rebollo fou l'encarregat d'encendre el peveter olímpic. El suplent de Rebollo, l'arquer Joan Bozzo, campio de Catalunya aquell mateix any en modalitat olímpica, havia d'haver encès el peveter dels Jocs Paralimpics, però l'organització finalment va assignar la tasca novament a Rebollo.
Durant els anys noranta destacaren els arquers Josep Reche (quatre vegades campió d'Espanya de sala), Àngel Jiménez (quatre cops campió d'Espanya de bosc), i Rosa Maria Bertran (tres cops campiona d'Espanya de camp). L'arquera més destacada fou Carme Atienza, guardonada l'any 1997 per la FCTA i la RFETA amb el títol d'arquera completa, essent la primera persona a proclamar-se campiona d'Espanya de les quatre grans disciplines: bosc (1988), aire lliure (1994), camp (1997) i sala (1997). Els clubs més destacats del moment foren: el Tir Arc Olesa (1990, dos cops campió d'Espanya), el Club Arquers d'Osona, el Club Arc Montjuïc (1984), el Tir Esportiu Mataró (1967), el Club de Tir amb Arc Pardinyes (1990, campió d'Espanya), l'Associació de Tir amb Arc La Conxorxa (2006), el Club d'Arquers de Sabadell, el Club d'Arquers Torrefarrera i el Club d'Arquers Cambrils (2005)

## Arquers destacats
| Dècada de 1950 - Eugenio-Santos Chavala - Flora Cahiz - Otilia Cahiz - Enric Tarragó - Daniel López - Ramon Martí - Mariano Llobet - Lolita Guasch - Pere Coll | Dècada de 1960 - Jordi Solé - Raúl Puig - Joan Sastre-Marquès - Flora Sánchez - Lolita Boladeras - Pere Coll Dècada de 1970 - Lluís Culí Dècada de 1980 - Montserrat Martín - Manel Rubio - Mercè Berenguer - Montserrat Busquets | Dècada de 1990 - Josep Reche - Carmen Atienza - Manel Rojas - Rosa Maria Bertran - Àngel Jiménez Dècada de 2000 - Joan Lope - Juan Carlos Garrido - Jordi Lorenz - Lina Piñas |